# Distichodontidae
I Distichodontidae sono una famiglia di pesci ossei d'acqua dolce appartenenti all'ordine Characiformes.

## Distribuzione e habitat
La famiglia è endemica delle acque dolci dell'Africa tropicale.

## Descrizione
Questa famiglia comprende specie piuttosto diverse come aspetto ma unite dalla presenza di una pinna adiposa che segue la pinna dorsale e dalla pinna caudale forcuta. La maggior parte delle specie ha corpo alto e compresso, con bocca piccola e mascelle non allungabili. Una parte delle specie (talvolta considerate come facenti parte della famiglia Ichthyboridae) sono predatori piscivori e ha invece corpo slanciato, mascelle allungate a protrusibili.
Sebbene alcune specie raggiungano il metro di lunghezza la maggior parte ha taglia piccola piccola che solo di rado raggiunge 20 centimetri.

## Biologia

### Alimentazione
La maggior parte delle specie è erbivora o si nutre di piccoli organismi. Alcuni generi si cibano di altri pesci o hanno alimentazione specializzata di pinne.

## Specie
- Genere Belonophago
  - Belonophago hutsebouti
  - Belonophago tinanti
- Genere Congocharax
  - Congocharax olbrechtsi
- Genere Distichodus
  - Distichodus affinis
  - Distichodus altus
  - Distichodus antonii
  - Distichodus atroventralis
  - Distichodus brevipinnis
  - Distichodus decemmaculatus
  - Distichodus engycephalus
  - Distichodus fasciolatus
  - Distichodus hypostomatus
  - Distichodus kolleri
  - Distichodus langi
  - Distichodus lusosso
  - Distichodus maculatus
  - Distichodus mossambicus
  - Distichodus nefasch
  - Distichodus noboli
  - Distichodus notospilus
  - Distichodus petersii
  - Distichodus rostratus
  - Distichodus rufigiensis
  - Distichodus schenga
  - Distichodus sexfasciatus
  - Distichodus teugelsi
- Genere Dundocharax 
  - Dundocharax bidentatus
- Genere Eugnathichthys
  - Eugnathichthys eetveldii
  - Eugnathichthys macroterolepis
  - Eugnathichthys virgatus
- Genere Hemistichodus
  - Hemistichodus lootensi
  - Hemistichodus mesmaekersi
  - Hemistichodus vaillanti
- Genere Ichthyborus
  - Ichthyborus besse
  - Ichthyborus congolensis
  - Ichthyborus monodi
  - Ichthyborus ornatus
  - Ichthyborus quadrilineatus
- Genere Mesoborus
  - Mesoborus crocodilus
- Genere Microstomatichthyoborus
  - Microstomatichthyoborus bashforddeani
  - Microstomatichthyoborus katangae
- Genere Nannaethiops
  - Nannaethiops bleheri
  - Nannaethiops unitaeniatus
- Genere Nannocharax
  - Nannocharax altus
  - Nannocharax angolensis
  - Nannocharax ansorgii

- - Nannocharax brevis
  - Nannocharax dageti
  - Nannocharax elongatus
  - Nannocharax fasciatus
  - Nannocharax fasciolaris
  - Nannocharax gracilis
  - Nannocharax hastatus
  - Nannocharax hollyi
  - Nannocharax intermedius
  - Nannocharax latifasciatus
  - Nannocharax lineomaculatus
  - Nannocharax lineostriatus
  - Nannocharax luapulae
  - Nannocharax machadoi
  - Nannocharax macropterus
  - Nannocharax maculicauda
  - Nannocharax micros
  - Nannocharax minutus
  - Nannocharax monardi
  - Nannocharax multifasciatus
  - Nannocharax niloticus
  - Nannocharax occidentalis
  - Nannocharax ocellicauda
  - Nannocharax ogoensis
  - Nannocharax parvus
  - Nannocharax procatopus
  - Nannocharax pteron
  - Nannocharax reidi
  - Nannocharax rubensteini
  - Nannocharax rubrolabiatus
  - Nannocharax schoutedeni
  - Nannocharax signifer
  - Nannocharax taenia
  - Nannocharax uniocellatus
  - Nannocharax usongo
  - Nannocharax wittei
  - Nannocharax zebra
- Genere Neolebias
  - Neolebias ansorgii
  - Neolebias axelrodi
  - Neolebias gossei
  - Neolebias gracilis
  - Neolebias kerguennae
  - Neolebias lozii
  - Neolebias philippei
  - Neolebias powelli
  - Neolebias spilotaenia
  - Neolebias trewavasae
  - Neolebias trilineatus
  - Neolebias unifasciatus
- Genere Paradistichodus
  - Paradistichodus dimidiatus
- Genere Paraphago
  - Paraphago rostratus
- Genere Phago
  - Phago boulengeri
  - Phago intermedius
  - Phago loricatus
- Genere Xenocharax
  - Xenocharax spilurus[2]